# Tema Reef
Tema Reef, även kallat Tima Reef, är ett korallrev i norra delen av Cooköarna, 23 kilometer sydöst om Pukapuka. Revet är cirka 550 x 360 meter.